# Lecomtedoxa plumosa
Espèce
Lecomtedoxa plumosa Burgt est une espèce de plantes à fleurs de la famille des Sapotaceae. C'est un arbre endémique du Cameroun.

## Description
Lecomtedoxa plumosa se retrouve dans le Sud-Ouest du Cameroun, notamment dans la partie sud du parc national de Korup. Les staminodes des fleurs de Lecomtedoxa plumosa sont libres et alternativement situées aux lobes de corolle. Ses feuilles diffèrent des autres espèces du genre Lecomtedoxa, mais ressemblent aux feuilles de Gluema ivorensis, particulièrement les espèces collectées au Cameroun. Au total 26 arbres de plus de 10cm de diamètre ont été trouvés. Les plus grands arbres trouvés avaient 36 m de haut et 74 cm de diamètre. L'espèce croit dans la forêt tropicale humide, dans les groupes mixtes de moins de 10 arbres sur 2 ha avec beaucoup d'autres espèces d'arbres. La dispersion des graines est balistique. Elle est évaluée comme en danger d'extinction.